# Casablanca
Casablanca (tiếng Ả Rập: الدار البيضاء, chuyển tự ad-Dār al-Bayḍāʼ) là một thành phố ở miền tây Maroc, nằm trên bờ Đại Tây Dương. Với dân số 2,95 triệu người (điều tra dân số tháng 9 năm 2004), Casablanca là thành phố lớn nhất Maroc; và cũng là hải cảng chính của nước này và vì thế được coi là thủ đô kinh tế, mặc dù thủ đô chính thức của Maroc và nơi đặt chính phủ là Rabat. Casablanca nằm ở tọa độ 33°32 độ vĩ bắc và 7°35′ độ kinh tây.
Nằm ở phía tây trung bộ của Maroc giáp với Đại Tây Dương, đây là thành phố lớn nhất trong vùng Maghreb và lớn thứ tám trong thế giới Ả Rập. Casablanca là cảng chính của Maroc và là một trong những trung tâm tài chính lớn nhất ở Châu Phi. Theo ước tính dân số năm 2019, thành phố có dân số khoảng 3,71 triệu người trong khu vực đô thị và hơn 4,27 triệu người ở vùng đô thị Casablanca mở rộng.
Các công ty hàng đầu của Maroc và nhiều tập đoàn quốc tế đang kinh doanh tại nước này có trụ sở chính và các cơ sở công nghiệp chính ở Casablanca. Số liệu thống kê công nghiệp gần đây cho thấy Casablanca giữ vị trí được ghi nhận là khu công nghiệp chính của cả nước. Cảng Casablanca là một trong những cảng nhân tạo lớn nhất trên thế giới, và là cảng lớn thứ hai của Bắc Phi, sau Tanger-Med cách Tangier 40 km (25 mi) về phía đông. Casablanca cũng là nơi đặt căn cứ hải quân chính cho Hải quân Hoàng gia Maroc.

## Lịch sử
Casablanca được những người Bồ Đào Nha thành lập năm 1575 với tên gọi Casa Branca vào năm 1575 sau khi phá hủy khu làng cũ của người Berber là Anfa nằm tại vị trí này từ năm 1515. Người Bồ Đào Nha cuối cùng cũng phải rời bỏ khu vực này vào năm 1755 sau những vụ tấn công ngày càng gia tăng của những người theo Hồi giáo quanh đó. Trong thế kỷ 19, dân số của khu vực này bắt đầu tăng đáng kể do sự gia tăng của vận tải biển. Casablanca cũng là một cảng chiến lược quan trọng trong Thế chiến II và là chủ nhà của Hội nghị thượng đỉnh Anh-Mỹ năm 1943.
Kể từ sau đó Casablanca đã tập trung vào công nghiệp và dịch vụ. Hiện nay, thành phố này đang phát triển công nghiệp du lịch. Casablanca là "thủ đô" kinh tế và kinh doanh của Maroc, trong khi Rabat là thủ đô về mặt chính trị.
Năm 1958, Casablanca đã là chủ nhà của một vòng thi đấu của hệ thống giải vô địch thế giới Công thức I (Formula One) tại trường đua Ain-Diab.
Thành phố này có hai sân bay là sân bay Anfa và sân bay quốc tế Mohammed V, và cảng của nó là một trong những cảng nhân tạo lớn nhất thế giới.
Tại Casablanca có nhà thờ Hassan II, nhà thờ Hồi giáo lớn thứ hai trên thế giới (sau nhà thờ Shah Faisal gần Islamabad). Ngọn tháp (minara) của nó là cao nhất thế giới trong số các ngọn tháp nhà thờ Hồi giáo với chiều cao 210 m. Nó được xây dựng nhân lễ kỷ niệm 60 năm ngày sinh của quốc vương Maroc khi đó là Vua Hassan II và được hoàn thành vào năm 1993.
Vào ngày 16 tháng 5 năm 2003, 33 thường dân đã bị chết và hơn 100 người khác bị thương khi thành phố này bị tấn công trong vụ khủng bố ở Casablanca mà nguyên nhân được cho là có dính líu tới Al_Qaeda.
Ngày 11 tháng 3, 10 và 14 tháng 4 năm 2007 lại có những vụ đánh bom và âm mưu đánh bom lam 1 người chết và 4 người bị thương tại đây.

## Khí hậu
Casablanca có khí hậu Địa Trung Hải (phân loại khí hậu Köppen Csa). Lượng mưa trung bình hàng năm là khoảng 412 mm.
| Dữ liệu khí hậu của Casablanca    | Dữ liệu khí hậu của Casablanca | Dữ liệu khí hậu của Casablanca | Dữ liệu khí hậu của Casablanca | Dữ liệu khí hậu của Casablanca | Dữ liệu khí hậu của Casablanca | Dữ liệu khí hậu của Casablanca | Dữ liệu khí hậu của Casablanca | Dữ liệu khí hậu của Casablanca | Dữ liệu khí hậu của Casablanca | Dữ liệu khí hậu của Casablanca | Dữ liệu khí hậu của Casablanca | Dữ liệu khí hậu của Casablanca | Dữ liệu khí hậu của Casablanca |
| Tháng                             | 1                              | 2                              | 3                              | 4                              | 5                              | 6                              | 7                              | 8                              | 9                              | 10                             | 11                             | 12                             | Năm                            |
| --------------------------------- | ------------------------------ | ------------------------------ | ------------------------------ | ------------------------------ | ------------------------------ | ------------------------------ | ------------------------------ | ------------------------------ | ------------------------------ | ------------------------------ | ------------------------------ | ------------------------------ | ------------------------------ |
| Cao kỉ lục °C (°F)                | 31.1 (88.0)                    | 29.4 (84.9)                    | 32.2 (90.0)                    | 32.8 (91.0)                    | 36.6 (97.9)                    | 37.8 (100.0)                   | 40.1 (104.2)                   | 39.5 (103.1)                   | 40.5 (104.9)                   | 36.6 (97.9)                    | 34.7 (94.5)                    | 30.3 (86.5)                    | 40.5 (104.9)                   |
| Trung bình ngày tối đa °C (°F)    | 17.3 (63.1)                    | 18.0 (64.4)                    | 19.6 (67.3)                    | 20.2 (68.4)                    | 21.9 (71.4)                    | 24.1 (75.4)                    | 25.8 (78.4)                    | 26.3 (79.3)                    | 25.7 (78.3)                    | 23.8 (74.8)                    | 20.9 (69.6)                    | 18.7 (65.7)                    | 21.9 (71.4)                    |
| Trung bình ngày °C (°F)           | 12.6 (54.7)                    | 13.7 (56.7)                    | 15.3 (59.5)                    | 16.5 (61.7)                    | 18.5 (65.3)                    | 20.9 (69.6)                    | 22.7 (72.9)                    | 23.2 (73.8)                    | 22.3 (72.1)                    | 19.8 (67.6)                    | 16.5 (61.7)                    | 14.2 (57.6)                    | 18.0 (64.4)                    |
| Tối thiểu trung bình ngày °C (°F) | 9.2 (48.6)                     | 10.4 (50.7)                    | 11.8 (53.2)                    | 13.2 (55.8)                    | 15.6 (60.1)                    | 18.7 (65.7)                    | 20.5 (68.9)                    | 20.9 (69.6)                    | 19.7 (67.5)                    | 16.8 (62.2)                    | 13.3 (55.9)                    | 11.1 (52.0)                    | 15.1 (59.2)                    |
| Thấp kỉ lục °C (°F)               | −1.5 (29.3)                    | −0.7 (30.7)                    | 2.3 (36.1)                     | 5.0 (41.0)                     | 7.4 (45.3)                     | 10.0 (50.0)                    | 13.0 (55.4)                    | 13.0 (55.4)                    | 10.0 (50.0)                    | 7.0 (44.6)                     | 4.6 (40.3)                     | −2.7 (27.1)                    | −2.7 (27.1)                    |
| Lượng mưa trung bình mm (inches)  | 68 (2.7)                       | 45 (1.8)                       | 38 (1.5)                       | 40 (1.6)                       | 15 (0.6)                       | 3 (0.1)                        | 1 (0.0)                        | 1 (0.0)                        | 9 (0.4)                        | 37 (1.5)                       | 86 (3.4)                       | 74 (2.9)                       | 415 (16.3)                     |
| Số ngày mưa trung bình            | 9                              | 9                              | 7                              | 8                              | 6                              | 2                              | 1                              | 1                              | 3                              | 7                              | 9                              | 11                             | 72                             |
| Độ ẩm tương đối trung bình (%)    | 83                             | 83                             | 82                             | 80                             | 79                             | 81                             | 82                             | 83                             | 83                             | 82                             | 82                             | 84                             | 82                             |
| Số giờ nắng trung bình tháng      | 189.6                          | 188.5                          | 240.7                          | 261.5                          | 293.6                          | 285.0                          | 303.4                          | 294.1                          | 258.1                          | 234.3                          | 190.6                          | 183.1                          | 2.922,5                        |
| Nguồn 1: Pogoda.ru.net            |                                |                                |                                |                                |                                |                                |                                |                                |                                |                                |                                |                                |                                |
| Nguồn 2: NOAA                     |                                |                                |                                |                                |                                |                                |                                |                                |                                |                                |                                |                                |                                |

## Hình ảnh

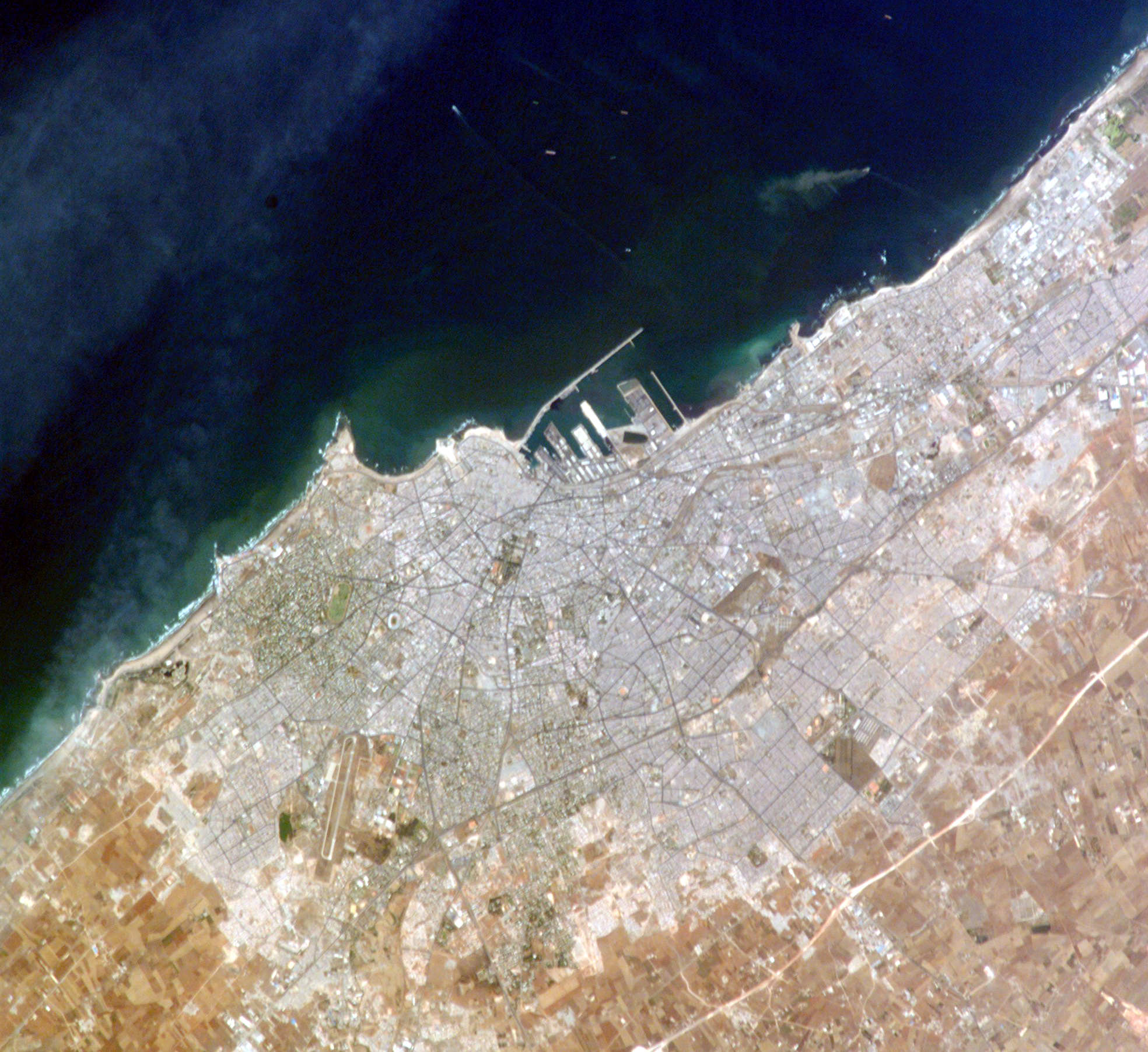
Casablanca nhìn từ vũ trụ
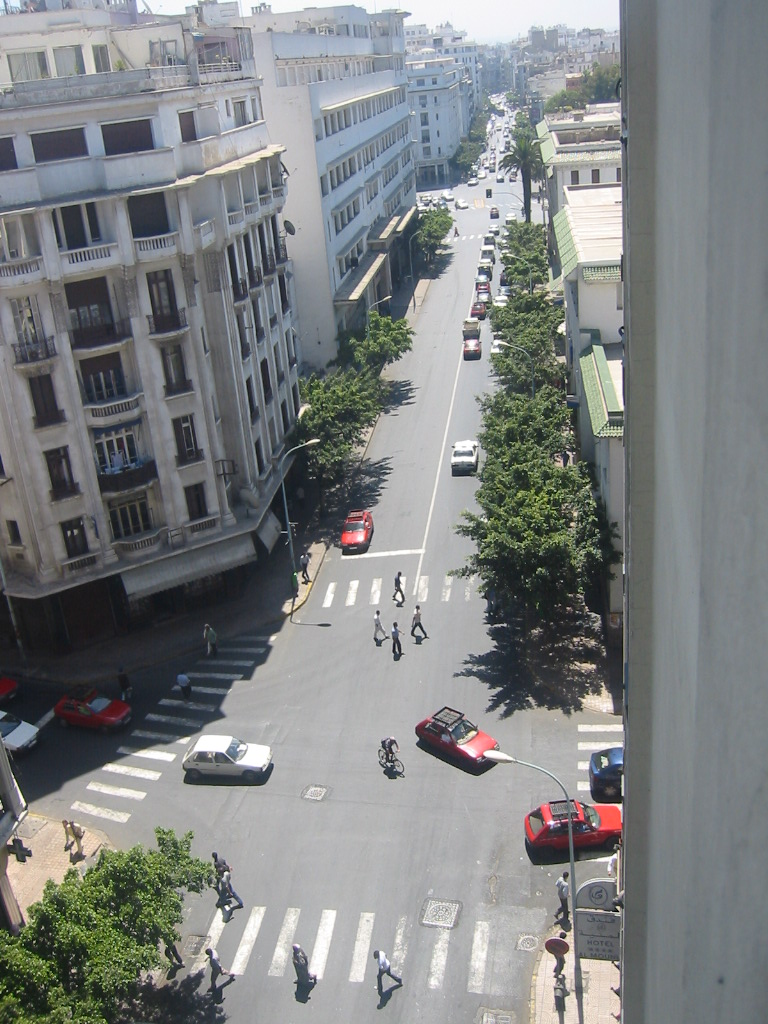
Phong cảnh trên đại lộ de Paris ở trung tâm Casablanca
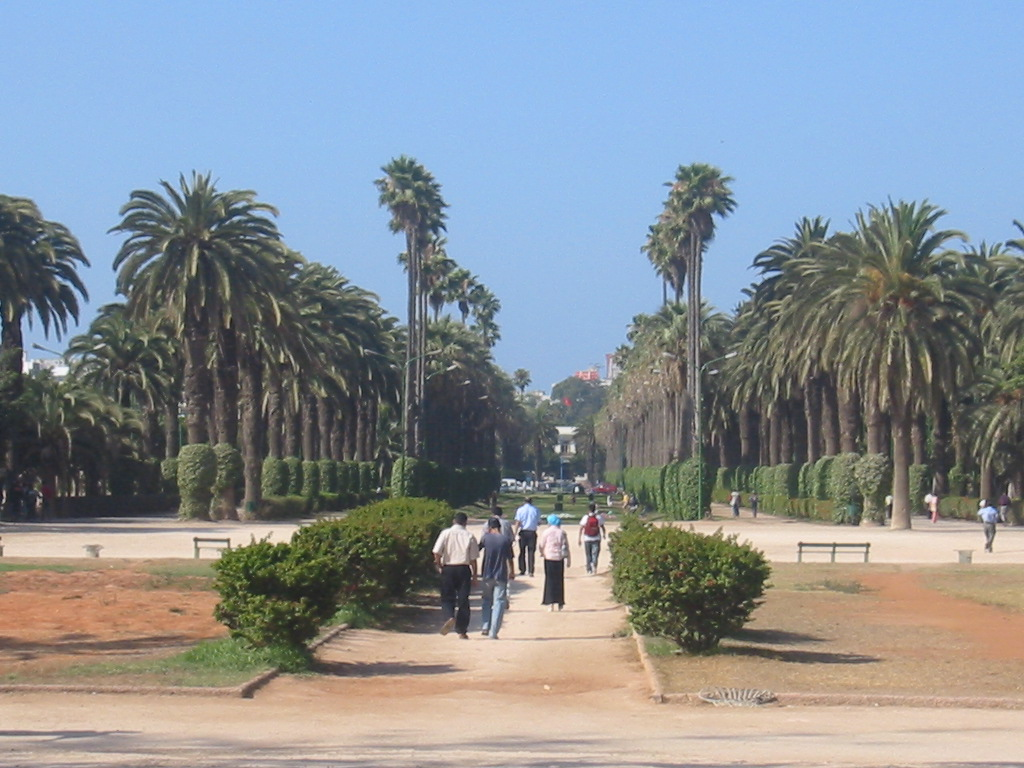
Parc de la Ligue Arabe